# گری کجاست؟
 " آیا شما این حلزون را دیده‌اید؟ "، که همچنین به عنوان " گری کجاست " شناخته شده‌است، اپیزود سوم فصل چهارم و قسمت ۶۳ از مجموعه تلویزیونی انیمیشنیباب اسفنجی شلوارمکعبی. این اپیزود در ۱۱ نوامبر ۲۰۰۵ در نیکلودئون در ایالات متحده پخش شد. در این قسمت کمدین و مهمان بازیگر زن ایمی پولر به عنوان صدای مادربزرگ بازی کرد. همچنین موسیقیدان استو آهنگ "گری، برگرد خانه" را اجرا کرد.

## خلاصه داستان
برای باب اسفنجی یک پادل بال فرستاده می‌شود و تصمیم می‌گیرد با آن بازی کند. او کاملاً در چالش حباب کثیف غرق می‌شود و گری را برای مدت ده روز فراموش می‌کند. گری احساس غفلت می‌کند و از خانه فرار می‌کند. باب اسفنجی با متوجه شدن نبود گری با پاتریک به دنبال گری می‌گردند. باب اسفنجی یک یادداشت دریافت می‌کند که گری در جستجوی یک مالک جدید است. در همین حال، گری یک دست یک باند حلزون در یک شهر جدید پیدا می‌کند. گری از حلزون‌ها فرار می‌کند، اما فقط می‌خواهند به او کمی از ناچوهایشان بدهند. خانم پیری گری را پیدا می‌کند و او را با یکی از حیوانات خانگی خود، خانم تافسی، اشتباه می‌گیرد. گری با عشق غذا می‌خورد در حالی که وقتی باب اسفنجی به کار می‌رود، هنوز غمگین است که گری از دست رفته‌است. آقای خرچنگ باب اسفنجی را تشویق به کار و سختکوشی بیشتر می‌کند، اما باب اسفنجی اشتباه حرفش را می‌فهمد، و او متقاعد می‌شود که بازهم دنبال گری بگردد. او و پاتریک پوسترهای برگشتن گری را درهمه جای شهر می‌گذارند. در اینجا زمانی است که آهنگ «گری» (اجرا شده توسط Stew) پخش می‌شود، درحالی که باب اسفنجی تراکت هارا در همه جا می‌گذارد.
در خانهٔ خانم پیر، گری به شدت دستشویی دارد. خانم پیر چند تراکتهای تازه که پاتریک به او داده‌است را جای کاغذهای قدیمی اش می‌گذارد تا کارش را بکند. گری پس از خواندن آنها، متوجه می‌شود که باب اسفنجی واقعاً او را دوست دارد و او را برگرداند. او تلاش می‌کند که خانه را ترک کند، اما به جای انجام این کار، او به گنجه ای برخورد می‌کند که، پر از پوسته حلزون‌های خالی است. وقتی خانم پیر تلاش می‌کند تا دوباره او را سیر کند، گری متوجه می‌شود که خانم پیر قاتل حلزون هاست. او آنقدر به حلزون‌ها غذا می‌دهد تا آنها بمیرند و آنها را بخورد. گری فرار می‌کند، اما خانم پیر او را به خیابان‌ها می‌برد. گری سریع یکی از حلزونهای آن باند را که قبلاً دیده بود پیدا می‌کند و جای خود می‌گذارد، که خانم پیر هم اورا با خانم توفسی اشتباه گرفته و به جای گری، او را به خانه اش می‌برد. پشت خانه باب اسفنجی، او جستجوی خود را برای برگنداندن گری متوقف می‌کند و تلاش می‌کند تا او را با قدم زدن فراموش کند، اما هنوز او را فراموش نکرده. او ناگهان صدای یک حلزون که شبیه صدای گری است می‌شنود ولی فکر می‌کند خیالاتی شده؛ ولی ناگهان می‌چرخد و اورا می‌بیند و بعد خیلی خوشحال می‌شود که حیوان خانگی عزیزش دوباره پیشش برگشته است.

## بازیگران
- تام کنی - باب اسفنجی، گری
- بیل فجرباکی - پاتریک، ماهی شماره ۱
- راجر آلبرت بومپاس - اختاپوس
- کلنسی براون - آقای خرچنگ
- دی بردلی بیکر - حلزون # ۱، حلزون # ۳، ماهی گری، ماهی # ۲
- جیل تالی - مشتری، تامی
- ایمی پولر - مادربزرگ